# Buckland (Massachusetts)
Buckland es un pueblo ubicado en el condado de Franklin en el estado estadounidense de Massachusetts. En el Censo de 2010 tenía una población de 1.902 habitantes y una densidad poblacional de 36,95 personas por km². Actualmente viven aproximadamente 426 personas.  

## Geografía
Buckland se encuentra ubicado en las coordenadas 42°35′32″N 72°47′19″O / 42.59222, -72.78861. Según la Oficina del Censo de los Estados Unidos, Buckland tiene una superficie total de 51.48 km², de la cual 50.94 km² corresponden a tierra firme y (1.05%) 0.54 km² es agua.

## Demografía
Según el censo de 2010, había 1.902 personas residiendo en Buckland. La densidad de población era de 36,95 hab./km². De los 1.902 habitantes, Buckland estaba compuesto por el 97.11% blancos, el 0.26% eran afroamericanos, el 0.21% eran amerindios, el 0.68% eran asiáticos, el 0% eran isleños del Pacífico, el 0.21% eran de otras razas y el 1.52% pertenecían a dos o más razas. Del total de la población el 1.31% eran hispanos o latinos de cualquier raza.